# Бруннен (Швиц)

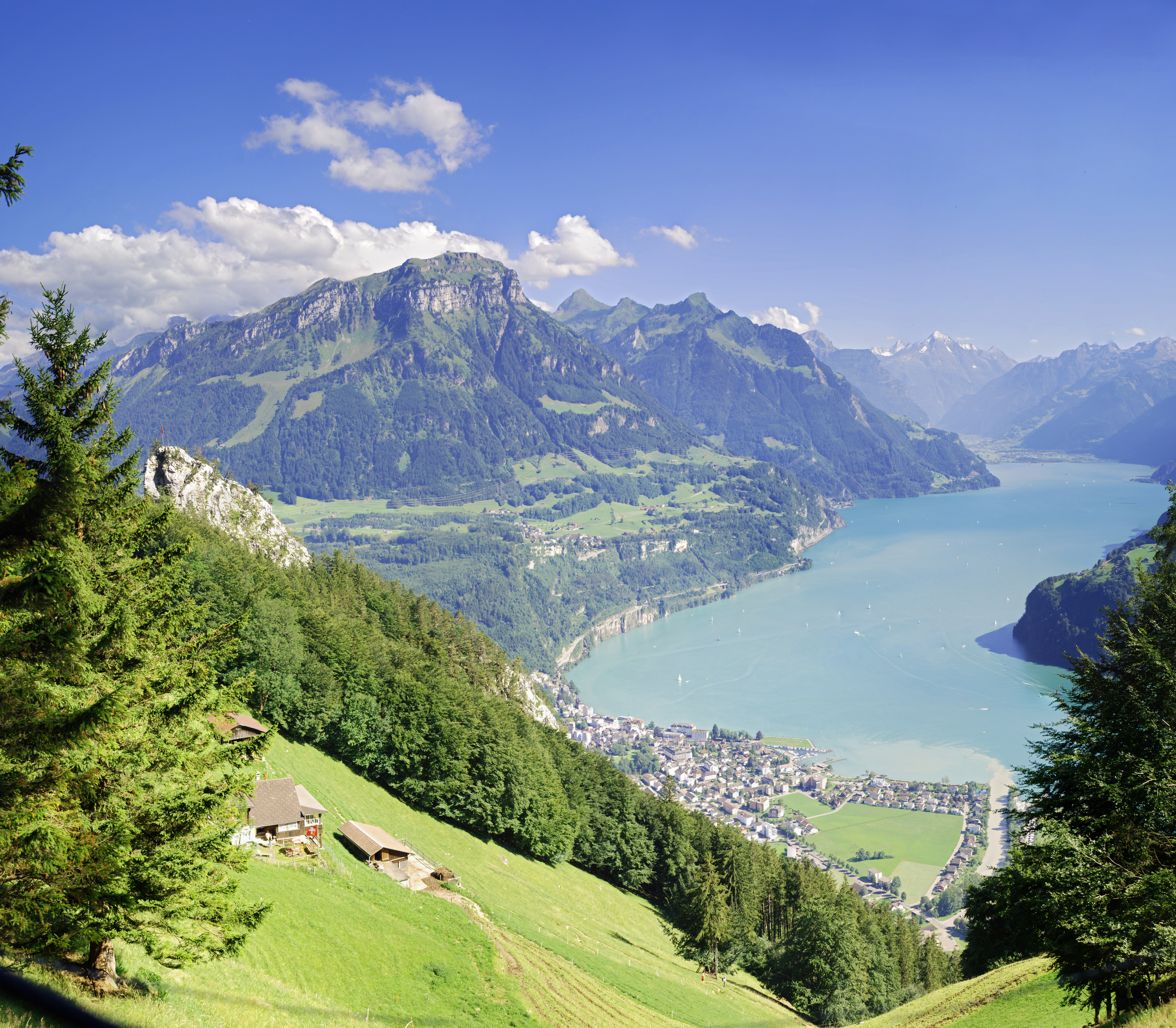
Brunnen and the Lake of Lucerne 2010 (Panorama)

Бруннен (нем. Brunnen) — населённый пункт в Швейцарии, в кантоне Швиц.
Входит в состав округа Швиц. Находится в составе коммуны Ингенболь. Население 8200 человек.
Бруннен расположен на берегу Фирвальдштетского озера и ещё в XIX веке, благодаря своему здоровому климату и прекрасному местоположению, привлекал много туристов.